# Wale (rapper)
Wale, pseudonimo di Olubowale Victor Akintimehin (Washington, 21 settembre 1984), è un rapper statunitense.

## Biografia
Wale inizia la propria carriera nel 2005, ma è solo l'anno seguente che grazie al brano Dig Dug (Shake It) ottiene una certa popolarità nella sua città natale.
Nel 2007 viene scoperto dal produttore Mark Ronson che gli fa ottenere un contratto con la Allido Records nello stesso anno. In questo periodo Wale pubblica numerosi mixtape ed appare in diversi mass media nazionali, incluso MTV News e varie riviste. Inoltre Wale realizza un remix del brano Smile di Lily Allen.
Nel 2008 Wale firma un contratto con la Interscope Records, tramite la quale pubblica il suo album di debutto Attention Deficit nel 2009, che ottiene la seconda posizione della classifica Billboard U.S. Rap e la terza della Billboard U.S. R&B. Dall'album vengono estratti i singoli Chillin, a cui partecipa Lady Gaga e Pretty Girls, a cui collaborano Gucci Mane e Weensey.
Nel 2011 Wale ha firmato per la casa discografica di Rick Ross la Maybach Music Group.
Nel 2015 collabora con Kid Ink, Tyga, YG e Rich Homie Quan nel brano Ride Out per la colonna sonora del film Fast & Furious 7, mentre nel 2017 partecipa al brano Change del rapper RM.

## Discografia

### Album in studio

#### Solisti
- 2009 - Attention Deficit
- 2011 - Ambition
- 2013 - The Gifted
- 2015 - The Album About Nothing
- 2017 - Shine
- 2019 - Wow... That's Crazy
- 2021 - Folarin II

#### In collaborazione
- 2011 - Self Made Vol. 1 con Maybach Music Group
- 2012 - Self Made Vol. 2 con Maybach Music Group
- 2013 - Self Made Vol. 3 con Maybach Music Group

### Mixtape
- 2005 - Paint a Picture
- 2006 - Hate Is the New Love
- 2007 - 100 Miles & Running
- 2008 - The Mixtape About Nothing
- 2009 - Back to the Feature
- 2010 - More About Nothing
- 2011 - The Eleven One Eleven Theory
- 2012 - Folarin
- 2014 - Festivus (con A-Trak)
- 2016 - Summer on Sunset
- 2017 - Before I Shine

## Filmografia parziale
- Ambulance, regia di Michael Bay (2022)